# Nguyên Lê

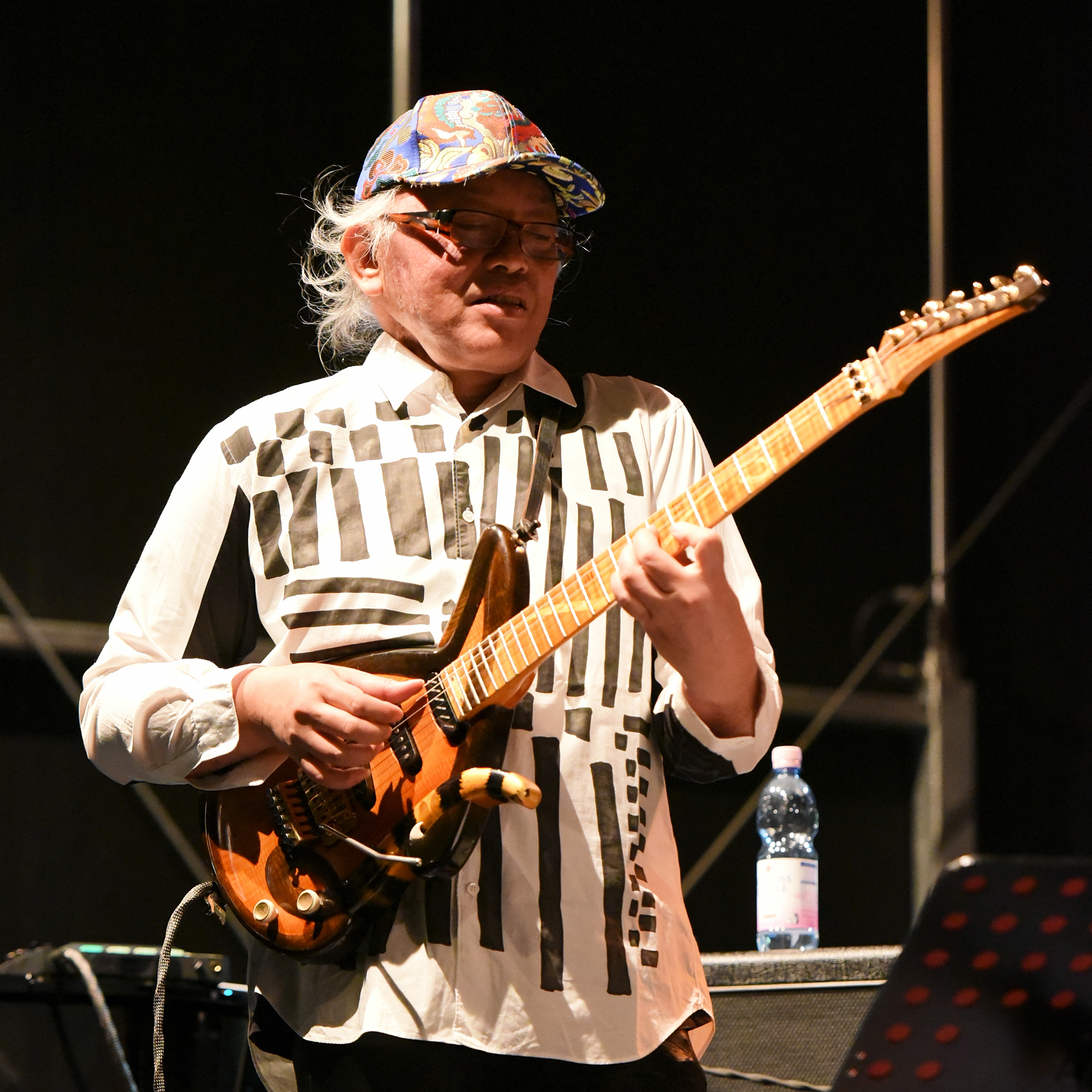
Nguyên Lê bei Essen.Original. 2016

Nguyên Lê (eigentlich Lê Thành Nguyên; * 14. Januar 1959 in Paris) ist ein französischer Weltmusik- und Jazz-Gitarrist und Komponist vietnamesischer Herkunft, der seit 1996 europaweit auf vielen wichtigen Jazz-Festivals spielt.

## Leben und Wirken
Lê, Sohn des Pariser Professors und Bildungswissenschaftlers Lê Thành Khôi, lernte als Autodidakt mit 15 Jahren zunächst Schlagzeug, danach Gitarre und elektrischen Bass. Er absolvierte ein Studium der Bildenden Kunst und der Philosophie in Paris. 1983 gründete er mit Mario Canonge und Mokhtar Samba die afro-karibische Fusion-Band Ultramarine, in der später auch Étienne M’Bappé aktiv war. Mitglied des französischen „Orchestre National de Jazz“ wurde er 1987, wo er unter anderem mit Randy Brecker und Carla Bley spielte. Drei Jahre später veröffentlichte er seine erste Solo-CD Miracles. 1992 erschien sein Album Zanzibar.
1993 gastierte er als Solist der WDR-Bigband beim Jazzpañna-Konzert sowie auf Vince Mendozas CD Sketches. Im selben Jahr nahm er im Trio Init mit André Ceccarelli auf. Er spielte in der Folge mit Andy Emlers Megaoctet, Marc Ducret (Songs from the Sixties) und Michel Portal. Durch das Jazz-Festival Berlin wurde er 1994 deutschlandweit bekannt. 1994 gründete er das eigene Nguyên-Lê-Trio, ein Jahr später erschien das Album Million Waves. Im Juni 1995 stellte er erstmals Teile seines Konzeptalbums Tales from Vietnam beim Festival „Halle That Jazz“ in Paris vor.
Ein weiteres Bandprojekt Lês wurde 1998 gegründet, Maghreb & Friends, das sich vornehmlich nach Algerien orientierte. Die Gruppe stellte ihr Album europaweit auf Konzerten und Festivals (Moers, Angoulême, Paris, Montreux, Rom, Köln u. a.) vor. Das im Spätherbst 2004 eingespielte Album Walking on the Tiger’s Tail ist in seinen Titeln und Themen stark beeinflusst vom Nachdenken in Bahnen des Daoismus. Er hatte zuvor eine schwere Erkrankung überwunden, die ihm den Gedanken an den „Tiger Tod“ nahelegte und wie er damit umgehen könne. Er hat seine Erlebnisse in eine filigrane, schwebende Klanglandschaft verwandelt. Diese Musik erinnert stellenweise an Konzerte der Gruppe Oregon sowie an die von Renaud Garcia-Fons. 2011 erhielt er den Prix Django Reinhardt.
Lê ist auch auf Alben von Vince Mendoza, Pierre Louis Garcia, Thierry David, Ray Charles, Claude Nougaro, Michel Portal, Romano/Sclavis/Texier, Cæcilie Norby, Geir Lysne, Ulf Wakenius, Céline Bonacina, Kudsi Ergüner, Dhafer Youssef, Safy Boutella, Karim Ziad und Panzerballett zu hören.

### Musikalische Themen und Einflüsse

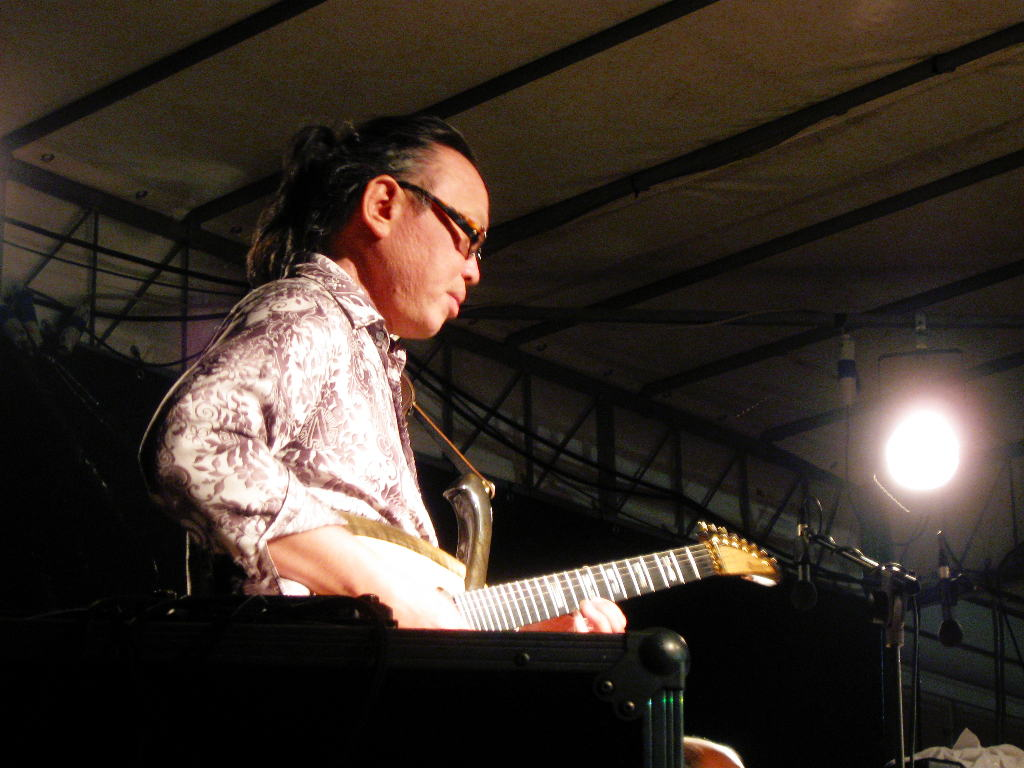
Nguyên Lê (2008)

Als junger Mann erlebte er die Einflüsse der europäischen Weltmusik-Metropole Paris, hatte Eltern, die die europäische klassische Kammermusik schätzten. Die traditionelle Musik Vietnams machte er ohne akademische Verschulung eigenständig zu seinem Studienobjekt, um eine Verschmelzung mit seinen anderen kulturellen Einflüssen anzustreben.
Im Duo mit der Sängerin Huong Thanh und dem Multiinstrumentalisten Hao Nhien oder mit befreundeten europäischen Jazzmusikern verwirklichte er ein unvergleichbares Crossover von ethnischer Musik und Jazz. Die Traditionsbahnen des Jazz waren ihm nicht genug. Daneben experimentiert er mit dem Funk-Trio ELB (Erskine – Lê – Benita) und seinem Hendrix-Projekt in rockigen Tönen.
Seine CD Fragile Beauty, die er 2007 im Duo mit Huong Thanh einspielte, belegte im Frühjahr 2008 vordere Plätze in den World Music Charts Europe (April 2. Platz, Mai 4. Platz).

## Aufschlussreiche Zitate
- „Mögen alle Farben, Akzente und Gewürze aufrichtig zusammen kommen, mögen sie wie ein Mittelweg zwischen den Strömungen der Kulturen sein: West und Ost, Mitte und Pole, Süd und Nord, strahlend und anziehend.“ - Nguyên Lê
- „So wie er, mit dieser durch Pausen hochgespannten Rock-Bissigkeit, den wie aus buddhistischen Ritualen herüber wehenden Ruf-Motiven und den merkwürdigen Überleitungsschleifen, spielt kein anderer Mensch Gitarre“, schrieb Ulrich Olshausen in der FAZ über Nguyên Lê 1993 auf dem Jazz-Festival Berlin.
- „Ich bin eine personifizierte Fusion der Kulturen.“ – Nguyên Lê

## Projekte, Formationen (Stand: 2009)
- Nguyên Lê Trio
  - Nguyên Lê: Gitarren, Arrangements
  - Michel Alibo: elektrischer Bass
  - Karim Ziad: Schlagzeug, Perkussion
- Nguyên Lê „Jimi Hendrix Project“
  - Nguyên Lê: Gitarren, Arrangements
  - Cathy Renoir: Gesang
  - Michel Alibo oder Linley Marthe: elektrischer Bass
  - Karim Ziad oder Francis Lassus: Schlagzeug, Perkussion
- Nguyên Lê „Purple“
  - Nguyên Lê: Gitarren
- Huong Thanh und Nguyên Lê – „Dragonfly“
  - Huong Thanh: Gesang
  - Nguyên Lê: Gitarre, Arrangement
  - Hao Nhien: Wölbbrettzither (đàn tranh), Kastenzither (đàn bầu), Flöte (sáo), Perkussion
  - Dominique Borker oder François Verly: Perkussion, Synthesizer
  - Michel Alibo oder Étienne M'Bappé: Bass
  - Joël Allouche: Schlagzeug, Perkussion
- Nguyên Lê Quartet:
  - Nguyên Lê: Gitarren
  - Rita Marcotulli: Piano
  - Chris Jennings: Bass
  - Danny Gottlieb oder Roberto Gatto: Drums
- ELB (Erskine – Lê – Benita)
  - Peter Erskine: Schlagzeug
  - Nguyên Lê: E-Gitarren und Gitarren-Synthesizer
  - Michel Benita: Kontrabass

## Diskografie (Auswahl)
- 2023 Nguyên Lê Trio: Silk and Sand (ACT)
- 2019 Overseas (ACT, mit überwiegend vietnamesischen Musikern)
- 2018 Nguyên Lê Quartett: Streams (ACT, mit Illya Amar, Chris Jennings und John Hadfield)
- 2017 Nguyên Lê & Ngô Hồng Quang: Há Nôi Duo (ACT)
- 2014 Celebrating the Dark Side of the Moon (ACT, mit Michael Gibbs und der NDR Bigband)
- 2014 Erkki-Sven Tüür: Symphony No. 5 for Big Band, Electric Guitar and Symphony Orchestra
- 2012 Jazz Bigband Graz: Urban Folktales (ACT)
- 2011 Songs of Freedom (ACT)
- 2009 Saiyuki (mit Mieko Miyazaki, Prabhu Edouard sowie Hariprasad Chaurasia)
- 2008 Erskine – Lê – Benita: Dream Flight featuring Stéphane Guillaume (Tenor- und Sopransaxophon)
- 2007 Huong Thanh und Nguyên Le: Fragile Beauty
- 2006 Homescape Duos mit Paolo Fresu und Dhafer Youssef
- 2005 Walking on the Tiger's Tail mit Paul McCandless, Art Lande, Jamey Haddad
- 2002 Purple – Celebrating Jimi Hendrix (mit Aïda Khann, Corin Curschellas, Bojan Zulfikarpašić, Me’shell Ndegeocello, Michel Alibo, Terri Lyne Carrington, Karim Ziad)
- 2001 Erskine – Lê – Benita: E_L_B
- 2000 Bakida (mit Bassist Renaud Garcia-Fons und Schlagzeuger Tino di Geraldo u. a.)
- 1999 Huong Thanh: Moon and Wind
- 1998 Maghreb and Friends (mit Karim Ziad, Michel Alibo, Bojan Zulfikarpasic, B’net Houariyat sowie Wolfgang Puschnig, Paolo Fresu, Alain Debiossat, Stefano Di Battista, Mokhtar Samba, Cheb Mami)
- 1997 3 Trios
- 1996 Tales from Vietnam (mit Huong Thanh, Hao Nhien, Paolo Fresu, Trilok Gurtu, Simon Spang-Hanssen, Michel Benita etc.)
- 1995 Nguyên Lê Trio: Million Waves (mit Dieter Ilg und Danny Gottlieb)
- 1992 Zanzibar (Musidisc, mit Paul McCandless, Joël Allouche u. a.).
- 1990 Miracles (Musidisc, mit Marc Johnson, Peter Erskine)